# Нобили Вителлески, Сальваторе
Сальваторе Нобили Вителлески (итал. Salvatore Nobili Vitelleschi; 28 июля 1818, Рим, Папская область — 17 октября 1875, там же) — итальянский кардинал, доктор обоих прав. Титулярный архиепископ Селевкии с 19 июня 1856 по 21 декабря 1863 и с 24 ноября 1871. Секретарь Священной Конгрегации церковного иммунитета с 8 июня 1858 по 21 декабря 1863. Епископ-архиепископ Озимо и Чиньоли с 21 декабря 1863 по 20 ноября 1871. Секретарь Священной Конгрегации по делам епископов и монашествующих со 24 августа 1871 по 10 апреля 1875. Кардинал in pectore с 15 марта по 17 сентября 1875. Кардинал-священник с 17 сентября 1875, с титулом церкви Сан-Марчелло с 23 сентября 1875. 